# Ichi the killer
Ichi the Killer (també coneguda com a Koroshiya Ichi o Koroshiya １) és una pel·lícula controvertida dirigida pel director japonès Takashi Miike el 2001, adaptat del Manga de Hideo Yamamoto.
A Espanya va ser estrenada als cinemes el 2004 i el manga va ser publicat per ECC Ediciones el 2015.

## Argument
El protagonista de la pel·lícula és Tadanobu Asano en el paper de Kakihara, un sàdic i masoquista yakuza que gaudeix provocant i sentint dolor en igual mesura. A més la seva boca està eixamplada per ambdós costats i les seves galtes unides a través de piercings. Anjo, el cap de Kakihara desapareix una nit després de ser assassinat de manera grotesca. Un misteriós grup s'encarrega de netejar totes les evidències de l'assassinat d'Anjo i roba els 300 milions de iens que aquest tenia a la seva habitació.
Molts dels companys de la banda de Kakihara, inclosa Karen, la promesa de Anjo, sospiten que aquest simplement va prendre els diners i es va escapar però Kakihara està convençut que el seu cap roman amb vida i que aquest mai escaparia. La seva investigació li duu a torturar brutalment a un membre del clan rival, Suzuki (Susumu Terajima), penjant-lo del sostre mitjançant ganxos metàl·lics que li travessen la pell de l'esquena i clavant-li agulles per tot el cos, a més ho banya amb oli calent.

## Premis
- Premi millors effets spéciaux al Fantafestival 2002.
- Premi de millor pel·lícula i millor director als Japanese Professional Movie Awards 2002.
- Premi del Jurat al Festival internacional de cinema fantàstic de Neuchâtel 2002.
- Nominada al premi de millor pel·lícula al festival Fantasporto 2003.
- Premi de millor actor secundari (Shinya Tsukamoto), al concurs de pel·lícules de Mainichi 2003.
- Premi Fantasia Ground-Breaker al festival FanTasia 2003.